# Edgar el Pacífico
Edgar el Pacífico (Wessex (Inglaterra), 7 de agosto de 943-Winchester (Inglaterra), 8 de julio de 975) fue un rey inglés. Fue el menor de los tres hijos del rey Edmundo I el Magnífico y de su primera esposa, Elgiva. A pesar de su apodo de «el Pacífico», fue un rey cruel y violento.
La Iglesia católica conmemora su festividad el 8 de julio.

## Biografía
Los reinos de Northumbria y Mercia estaban en manos de su hermano Edwy el Bello, un pacífico rey contra quien estaban tanto los nobles de Mercia como la Iglesia ―representada por el sacerdote católico Dunstán, quien en 958 se exilió al reino de Edgar―. Ese mismo año, Edgar invadió los territorios de su hermano Edwy. Poco después de su conquista, un concilio de nobles de Mercia lo nombró rey del norte de Thames. Edgar no accedió al trono inmediatamente sino que esperó hasta que su hermano fuera asesinado (1 de octubre de 959).
Llamó de regreso a Dunstán y lo nombró obispo de Worcester. En un primer momento, Dunstán se negó a coronar a Edgar como rey a causa de la crueldad del monarca. Meses antes, el rey había raptado y violado a Wulfrida, joven abadesa del convento de Winton que, siglos más tarde, sería canonizada. Debido a la violación, Wulfrida quedó embarazada y tuvo una hija, Edith (961-984), abadesa de Barking y Nunnanminster, fallecida a los 23 años y canonizada posteriormente.
Dunstán empezó a apoyar incondicionalmente a Édgar, y este lo nombró arzobispo de Canterbury.
Edgar se casó en 961 con Ethelfleda, hija del caballero Ordmaer, quien falleció al dar a luz a su único hijo:
- Eduardo (962-978), quien fue sucesor de su padre en el trono; fue asesinado. En 1008 fue canonizado y apodado «el Mártir».

Edgar se casó nuevamente en 964 con Elfrida, hija del conde Ordgar, justicia de Devon; para eso, el rey asesinó a su esposo Ethelbaldo, justicia de Anglia del Este, en complicidad con la propia Elfrida.
Nueve años después, el 11 de mayo de 973, en la abadía de Bath, Dunstán coronó a Edgar y Elfrida como rey y reina de Inglaterra, en una elaborada y soberbia ceremonia imperial que, descrita en la Crónica Anglosajona, sería la base para las coronaciones de los reyes ingleses hasta la actualidad.
Edgar se mostró como firme defensor de la orden benedictina, y sobre todo de Dunstán, mientras que con sus invasiones a los reinos vecinos consolidó la unidad de Inglaterra como un único reino.
De su matrimonio con Elfrida nacieron dos hijos:
- Edmundo (965-972).
- Etelredo II (968-1016), apodado «el Indeciso», sucesor de su hermano mayor Eduardo el Mártir como rey de Inglaterra.

Edgar murió en Winchester, el 8 de julio de 975, a los 32 años de edad. Fue sepultado en la abadía de Glastonbury, en Somerset.